# لیسبرگ (فلوریدا)
لیسبرگ (به انگلیسی: Leesburg) شهری در شهرستان لیک ایالت فلوریدا است که در سال ۱۸۷۵ بنیان‌گذاری شده‌است. این شهر طبق سرشماری سال ۲۰۱۰ میلادی، ۲۰٬۱۱۷ نفر جمعیت داشته و مساحت آن نیز ۶۳٫۳ کیلومتر مربع است.